# 砂川真吾
砂川 真吾（すながわ しんご、1966年1月11日 - ）は、日本の元俳優。京都府出身。本名は砂川 信吾（すながわ　しんご）。妻は澄川真琴。

## 経歴
1984年5月に千葉真一が主宰するジャパン・アクション・クラブへ14期生、JAC養成所研修生では第1期生として入団。同期には浅利俊博・岡元次郎・久保田香織・澄川真琴・堤真一・真矢武らがいる。『ゆかいな海賊大冒険』（1984年）が初舞台。伊野口和也・真矢武・藤大介と4人でJACブラザースを結成。当初は黒崎輝のバックダンサー的な活動を行っていたが、芸能界を引退し、サウザンリーブスハリウッド京都で講師を務めている。

## 出演

### テレビドラマ
- ハーフポテトな俺たち
- 白虎隊 - 有賀織之助
- 田原坂 - 榊原政治
- 鞍馬天狗 第14話 - 清吉
- 女性騎手誕生
- Debut 1990年

### 映画
- コータローまかりとおる!
- 華の乱 1988年
- さびしんぼう (1985年) - 田川マコト
- 激動の1750日 (1990年)
- 風、スローダウン (1991年)
- 福沢諭吉 (1991年) - 三浦信太郎
- 大予言/復活の巨神（1992年）

### 演劇
- ゆかいな海賊大冒険 （1984年）
- 酔いどれ公爵 （1985年） - フレール・シャンテ

etc.